# ديوكرافاسيتينيب
ديوكرافاسيتينيب، الذي يباع تحت الاسم التجاري Sotyktu، هو دواء يستخدم لعلاج الصدفية اللويحية المتوسطة إلى الشديدة.  ولا ينبغي استخدامه مع مثبطات المناعة القوية الأخرى.  و يؤخذ عن طريق الفم. 
وتشمل الآثار الجانبية الشائعة له: التهابات الجهاز التنفسي العلوي، و الهربس البسيط، والتهاب الجريبات، و حب الشباب .  قد تشمل الآثار الجانبية الأخرى أيضا: ردود الفعل التحسسية و العدوى و السرطان و انهيار العضلات.  أما الاستخدام أثناء الحمل فهو غير واضح بشأن سلامة الجنين.  و لا ينصح باستخدامه لمن يعانون من مشاكل كبيرة في الكبد أيضا. وهو مثبط TYK2. 
تمت الموافقة على الاستخدام الطبي لديوكرافاسيتينيب في الولايات المتحدة في عام 2022.  اعتبارًا من عام 2022، لم يُوافق على استخدامه في أوروبا أو المملكة المتحدة.  و في الولايات المتحدة يكلف حوالي 6200 دولار أمريكي شهريًا. 